# イアン・ハート (サッカー選手)
イアン・パトリック・ハート（Ian Patrick Harte, 1977年8月31日 - ）は、アイルランド・ドラハダ出身の元サッカー選手、元アイルランド代表。ポジションは左サイドバック。キャリアの多くをリーズ・ユナイテッドAFCで過ごし、ディフェンダーながらもフリーキックが得意な選手として知られており、左利きのデビッド・ベッカムと称賛される程だった。また、2009年にはデイリー・メール紙による「偉大なる歴代フリーキックの王様50人」に選出され、アンドレア・ピルロ、リバウド、ロベルト・バッジョ、ボビー・チャールトン、スティーヴン・ジェラードら錚々たる名キッカー達を抑えて堂々の第24位にランクインを果たした。
アイルランド代表としては63試合12得点を記録。2002 FIFAワールドカップには、リーズでの同僚で叔父のギャリー・ケリーと共にメンバー入りをした。

## 来歴

### クラブ

#### リーズ・ユナイテッド
ドロヘダに生まれ、セント・オリヴァーズ・コミュニティ・カレッジ（St. Oliver's Community College）で学び、サッカー以外にもゲーリック・ゲームズで活躍していたハートは、兄が在籍するホワイトホールのセント・ケヴィンズ（St. Kevins）のU-12でサッカーを開始する。
その後、ホーム・ファームFCを経て、叔父のギャリー・ケリーが在籍するリーズ・ユナイテッドAFCの下部組織に15歳で参加し、同じくホーム・ファームからリーズに加入していたアラン・メイベリー（en）、スティーヴン・マクファイル（en）と研鑽を積み、1996年1月にプレミアリーグのウェストハム・ユナイテッドFC戦で初出場を飾った。以来、在籍9季で主にデヴィッド・オレアリー監督の下で叔父のケリーと共にプレーし、ジョナサン・ウッドゲイト、リオ・ファーディナンド、ポール・ロビンソンらと共に守備陣を構築、ハリー・キューウェル、アラン・スミス、マーク・ヴィドゥカ、ロビー・キーンなど豪華な攻撃陣をサポートし、クラブの黄金期を支えた。
1998-99シーズンからは、ダニー·グランヴィル（en）との左サイドバックでのポジション争いを制して定位置を掴んでおり、UEFAカップ1999-2000では12試合1得点と主力としてチームを支えて準決勝進出に貢献。翌2000-01シーズンにドミニク・マッテオ（en）の加入により2番手と考えられていたが、マッテオがセンターバックで起用されたことで定位置を守り続け、UEFAチャンピオンズリーグ 2000-01においても17試合に出場して準決勝進出に貢献し、フリーキックやペナルティーキックといったプレースキックを任されていたハートは、4得点を挙げ、エランド・ロードで行われた準々決勝のデポルティーボ・ラ・コルーニャとの第1戦で見事なフリーキックを決めている。しかし、この躍進のためにチームが大金を投じたことが仇となり、リオ・ファーディナンド、アラン・スミスら主力選手が次々と放出を余儀なくされたことで、2002-03シーズンは降格危機にあった。その状況下において、5月4日のアーセナルFC戦（3-2）で25ヤードの距離からフリーキックを成功させてチームを救ったが、翌2003-04シーズンになると、ピーター・リード監督によって開幕から2試合外されたように地位が揺らいでおり、プレミアリーグのクラブとイタリア1部のクラブから期限付き移籍の申し出、ポーツマスFCやFCバルセロナから関心を寄せられていた。最終的に残留を決意し、定位置を取り戻して奮闘したが、チームは19位でフットボールリーグ・チャンピオンシップへ降格となった。

#### レバンテ
それまでのリーズでの活躍にバルセロナやACミラン関心を寄せられていたハートは、最終的に2004年7月9日にスペイン1部昇格組のレバンテUDと4年契約で合意すると初日のレアル・ソシエダ戦（1-1）において、レバンテの41年ぶりとなる1部での得点をフリーキックによって決めた。その後、アトレティコ・マドリード戦におけるフェルナンド・トーレスを封じる等で好パフォーマンスを見せ、チームとしても一時期5位に着く順風満帆にいっていたが、2005年1月に脚の付け根の負傷によって離脱したことで多くの試合を欠場となり、また、チームは最終節のビジャレアルCF戦に敗れてセグンダ・ディビシオンへ降格となった。
2004-05シーズン終了後、リーズ時代に師事し、スコットランド1部セルティックFCを率いるゴードン・ストラカン監督から誘われ、ハート自身も「アイルランド人なら誰でも緑と白のシャツでプレーしたい」と少年時代からファンであるクラブへの移籍を熱望していた。当時のセルティックで左サイドバックを務めていたモ・カマラ（en）が精彩を欠いていたことで補強位置に合致しており、レバンテ側も自由移籍を認めていたため移籍は濃厚と思われていたが、突如としてレバンテ側が250万ユーロを要求したことで破談となった。2部での生活となった2005-06シーズンは、1年でプリメーラへ昇格する中で一貫して定位置を守りつつ、ディフェンダーながら9得点を挙げ、個人としてもチームとしても成功のシーズンだった。なお、同シーズンの1月の移籍市場においてサンダーランドAFCから誘われ、自身も乗り気だった、クラブが拒否していたことで断念することになった。しかし、それでも移籍を諦めきれなかったため、夏の移籍市場においてセルティックへの移籍願望を明かした。
最終的にセルティック側が動くことはなく、翌2006-07シーズンもレバンテで過ごすことになったが、開幕早々の8月に負傷した。11月のヘタフェCF戦においてベンチ入りを果たすも、フアン・ラモン・ロペス・カロ監督はルイス・ルビアレス（en）を優先させていたために起用されず、後任のアベル・レシーノ監督に交代後の2007年1月21日のアスレティック・ビルバオ戦において、待望のシーズン初出場を飾った。復帰後、数試合に起用されていたものの、手術を受けるなど定期的な足の問題に悩まされていたことで定位置を奪取するまでには至らず、シーズン終了後にレシーノ監督から構想外を告げられ、1年の契約を残しながらも8月に双方合意により解除となった。度々の移籍志願や負傷の連続だったにもかかわらず、後年に「バルセロナやレアル・マドリードといったクラブと対戦出来て素晴らしい3年だった」と語った。

#### サンダーランド
レバンテを退団して自由契約選手となった後、トライアルを経て、2007年8月29日に代表での元同僚ロイ・キーン監督が率いるプレミアリーグのサンダーランドAFCと合意し、10月8日の敵地でのアーセナル戦（2-3）において後半から初出場を飾る。しかし、2008年1月に放出リストに名を連ねたように戦力とはなれず、僅か8試合の出場にとどまり、2008年6月4日に他7選手と共に放出された。
2008年夏の移籍市場において、ウルヴァーハンプトン・ワンダラーズFCのトライアルに3週間の時間を費やしたが、1ヶ月＋出来高による長期契約の提案を拒否したため、2008-09シーズン開幕を無所属で迎えることになった。9月にはシェフィールド・ユナイテッドFCの練習に参加し、リザーブでのニューカッスル・ユナイテッドFC戦に出場していた。10月22日には、マルティン・アンドレセン（en）監督率いるノルウェー1部ヴォレレンガ・フォトバルのトライアルに1週間参加し、その後、チャールトン・アスレティックFCのトライアルにも参加した。

#### ブラックプール
2008年12月11日、数週間のトライアルを経て、チャンピオンシップのブラックプールFCと1ヶ月契約で合意する。12月29日にブルームフィールド・ロードでのボルトン・ワンダラーズFC戦において初出場を飾り、契約を1ヶ月延長することに成功したが、それ以上の契約延長を勝ち取ることが出来ず、2009年2月2日に契約満了に伴い退団となった。
ブラックプール退団後、スコットランド1部のセント・ミレンFCと2008-09シーズン終了までの契約で一旦は合意するも、それから24時間後の2月6日に破談となった。

#### カーライル・ユナイテッド
2009年3月26日にフットボールリーグ1のカーライル・ユナイテッドFCとシーズン終了までの契約で合意する。数日後の本拠地でのノーサンプトン・タウンFC戦において初出場を飾った際に、指を2本骨折したことで最低3試合の欠場が決定し、加入早々に離脱となったが、4月25日のチェルトナム・タウンFC戦（1-1）で復帰を果たすと、フリーキックによって初得点を挙げた。最終節のミルウォールFC戦においても出場して勝利に貢献したが、チームはリーグ1残留となった。
2009年5月18日に契約を2011年夏までの2年延長し、開幕を迎えた2009-10シーズンは、最終的にサウサンプトン相手に1-4で敗れることになったが、2010年3月にウェンブリー・スタジアムで行われたフットボールリーグトロフィーの決勝に進出した。また、同シーズンはディフェンダーながらチーム最多の公式戦18得点を挙げており、その活躍から4月にリーグ1のPFA年間ベストイレブンに選出された。
翌2010-11シーズンは、不慣れなセンターバックでの起用だったが、開幕戦でのブレントフォードFC戦のPK、次のプリマス・アーガイルFC戦と2試合連続で得点を挙げる良い形でスタートを切ると、3試合目のミルトン・キーンズ・ドンズFC戦においても印象的なパフォーマンスを示した。2010年8月20日には契約を2012年夏まで延長した。

#### レディング
カーライル・ユナイテッドで契約延長してから数日後の2010年8月31日において、移籍金10万ポンドでチャンピオンシップのレディングFCと2年契約を締結する。カーライルでのそれまでの貢献にグレッグ・アボット（en）監督から損失を惜しまれ、また、自身もカーライルでの滞在は非常に楽しいものだったと感謝を述べた。レディングでのデビュー戦となったクリスタル・パレスFC戦でPKによって初得点を挙げ、4試合目のバーンズリーFC戦でフリーキックを決める等、新天地においても幸先良いスタートを切ると、その後も得点を量産しており、3月にはミドルズブラFC戦（5-2）での2得点とイプスウィッチ・タウンFC戦（3-1）の得点を合わせて3得点を挙げる活躍からリーグの月間最優秀選手賞を受賞する程に順調だった。翌4月においても、ノッティンガム・フォレスト戦（4-3）の得点、次のスカンソープ・ユナイテッド戦（2-0）でPKを決め、2試合連続で得点を挙げていた。また、長年過ごした古巣のリーズとの対戦において、敵地エランド・ロードと本拠地マデイスキー・スタジアムの両試合に出場したハートは、敵地での試合の際には相手ファンから拍手で迎えられた。最終的に2010-11シーズンは11得点を記録し、プレースキッカーの多くを任されていたため、その内フリーキックで6得点、PKでシェーン・ロングに次ぐ4得点を挙げており、コーナーキックにおいてはジョビ・マカナフ（en）、ブライアン・ハワード（en）と共にキッカーを務めた。得点力のみならず、14試合で無失点を達成したように守備面でも貢献し、プレーオフ進出の立役者として活躍したことで年間ベストイレブンに選出された。
翌2011-12シーズンは、得点力こそ落ちたものの、アダム・フェデリチ、ジェム・カラチャン（en）、カスパルス・ゴルクシュス、ジェイソン・ロバーツと並び、チームをプレミアリーグの舞台へ復帰させた立役者の1人と見られ、年間ベストイレブンにおいてはチームから唯一選出された。同シーズン終了後に契約満了となった際に古巣のリーズが興味を持っていると伝えられたが、レディングでの生活に満足していたために復帰の可能性を否定し、約10日後の5月23日に契約を2013年までの1年延長して、2012-13シーズン開幕を迎えた。しかし、クラブは1年でチャンピオンシップ降格となると、5月15日に自身のTwitterにおいてシーズン終了後に退団することを発表し、9日後にクラブ側からも発表された。

#### ボーンマス
2013年6月28日にチャンピオンシップのAFCボーンマスと1年契約で合意し、2014年4月18日に契約が1年延長された。
シーズン終了後に退団、その後8月に自身のTwitter上で現役引退を発表した。

### 代表
アイルランド代表では、年代別代表として1996年にUEFA U-18欧州選手権本大会に出場。A代表で63試合12得点を記録する。
クラブでの出場は僅か4試合だったものの、1996年6月2日のクロアチア戦においてA代表初出場を飾り、4試合目の出場となった6月15日のUSカップにおけるボリビア戦（2-0）で初得点を挙げた。代表1年目から多くの出場機会を得ていたハートは、1998 FIFAワールドカップ・ヨーロッパ予選において定期的に先発の座を確保し、2002 FIFAワールドカップ・ヨーロッパ予選においても左サイドバックの中心選手としてプレーした。同予選では全試合に出場し、プレーオフでのイラン戦のPKを含む4得点を挙げた。
ポルトガルやオランダといった強豪に対し互角に渡り合い、出場権を獲得した2002 FIFAワールドカップでは左サイドバックの位置でベスト16までの全4試合に出場し、スティーヴ・フィナンや叔父のギャリー・ケリーと共に両サイドバックを支えた。しかし、大会終了後は爪先の負傷やジョン・オシェイの台頭から、ブライアン・カー（en）新監督の下での出場機会は限定され、2004年4月のポーランド戦を最後に出場はなく、更に、2005年2月初旬の親善試合でのポルトガル戦に招集されなかった際に、カー監督に対して批判的だったため、代表でのキャリアは事実上終了したかに思われていた。しかし、5月に2006 FIFAワールドカップ・ヨーロッパ予選のイスラエル戦とフェロー諸島戦に向けたメンバーに招集されると、6月4日と8日の両試合で得点を挙げた。
2011年5月のイングランド戦に敗北した後、ジョバンニ・トラパットーニ監督の手腕に加え、クラブでの活躍にもかかわらず代表に招集されない事態に批判し、トラパットーニ監督とマルコ・タルデッリ助監督は自身がアイルランド人であることも知らないと語った。

### 私生活
2001年5月下旬に一般人の女性と結婚する。なお、8日のUEFAチャンピオンズリーグ 2000-01準決勝におけるバレンシアCF戦に向け、気合を入れるためにチーム一丸となって坊主で挑んでいるが、ハートは挙式を直前に控えていたことで丸刈りにすることはなかった（リー・ボウヤーとジョナサン・ウッドゲートも別の問題で坊主ではなかった）。

## 個人成績
2014年9月20日現在
| 所属クラブ               | シーズン         | 背番号 | 所属リーグ         | リーグ | リーグ | カップ | カップ | リーグカップ | リーグカップ | その他 | その他 | シーズン通算 | シーズン通算 |
| 所属クラブ               | シーズン         | 背番号 | 所属リーグ         | 出場   | 得点   | 出場   | 得点   | 出場         | 得点         | 出場   | 得点   | 出場         | 得点         |
| ------------------------ | ---------------- | ------ | ------------------ | ------ | ------ | ------ | ------ | ------------ | ------------ | ------ | ------ | ------------ | ------------ |
| リーズ・ユナイテッド     | 1995-96          |        | プレミア           | 4      | 0      | 0      | 0      | 1            | 0            | 0      | 0      | 5            | 0            |
| リーズ・ユナイテッド     | 1996-97          |        | プレミア           | 14     | 2      | 1      | 0      | 3            | 1            | -      | -      | 18           | 3            |
| リーズ・ユナイテッド     | 1997-98          |        | プレミア           | 12     | 0      | 3      | 0      | 0            | 0            | -      | -      | 15           | 0            |
| リーズ・ユナイテッド     | 1998-99          | 20     | プレミア           | 35     | 4      | 5      | 2      | 1            | 0            | 3      | 0      | 44           | 6            |
| リーズ・ユナイテッド     | 1999-2000        | 3      | プレミア           | 33     | 6      | 3      | 1      | 1            | 0            | 12     | 1      | 49           | 8            |
| リーズ・ユナイテッド     | 2000-01          | 3      | プレミア           | 29     | 7      | 1      | 0      | 1            | 0            | 17     | 4      | 48           | 11           |
| リーズ・ユナイテッド     | 2001-02          | 3      | プレミア           | 36     | 5      | 1      | 0      | 2            | 0            | 8      | 1      | 47           | 6            |
| リーズ・ユナイテッド     | 2002-03          | 3      | プレミア           | 27     | 3      | 3      | 0      | 1            | 0            | 5      | 0      | 36           | 3            |
| リーズ・ユナイテッド     | 2003-04          | 3      | プレミア           | 23     | 1      | 1      | 0      | 2            | 1            | -      | -      | 26           | 2            |
| レバンテ                 | 2004-05          | 2      | プリメーラ         | 24     | 1      | ?      | ?      | -            | -            | -      | -      | 24           | 1            |
| レバンテ                 | 2005-06          | 2      | セグンダ           | 36     | 9      | ?      | ?      | -            | -            | -      | -      | 36           | 9            |
| レバンテ                 | 2006-07          | 2      | プリメーラ         | 6      | 0      | ?      | ?      | -            | -            | -      | -      | 24           | 1            |
| サンダーランド           | 2007-08          | 20     | プレミア           | 8      | 0      | 0      | 0      | 0            | 0            | -      | -      | 8            | 0            |
| ブラックプール           | 2008-09          |        | チャンピオンシップ | 4      | 0      | 1      | 0      | 0            | 0            | -      | -      | 5            | 0            |
| カーライル・ユナイテッド | 2008-09          |        | リーグ1            | 3      | 1      | 1      | 0      | 0            | 0            | 0      | 0      | 4            | 1            |
| カーライル・ユナイテッド | 2009-10          |        | リーグ1            | 45     | 16     | 4      | 1      | 3            | 1            | 7      | 0      | 59           | 18           |
| カーライル・ユナイテッド | 2010-11          |        | リーグ1            | 4      | 2      | 0      | 0      | 1            | 0            | 0      | 0      | 59           | 2            |
| レディング               | 2010-11          | 23     | チャンピオンシップ | 40     | 11     | 4      | 0      | 0            | 0            | 3      | 0      | 47           | 11           |
| レディング               | 2011-12          |        | チャンピオンシップ | 32     | 4      | 1      | 0      | 1            | 0            | -      | -      | 34           | 4            |
| レディング               | 2012-13          |        | プレミア           | 16     | 0      | 1      | 0      | 1            | 0            | -      | -      | 18           | 0            |
| ボーンマス               | 2013-14          |        | チャンピオンシップ | 24     | 1      | 0      | 0      | 2            | 0            | 0      | 0      | 26           | 1            |
| ボーンマス               | 2014-15          |        | チャンピオンシップ | 2      | 0      | 0      | 0      | 2            | 0            | 0      | 0      | 4            | 0            |
| キャリア通算成績         | キャリア通算成績 |        |                    | 436    | 72     | 29     | 4      | 22           | 3            | 55     | 6      | 542          | 85           |

1. 1 2 3 4  UEFAカップにおける出場記録
2. ↑  UEFAチャンピオンズリーグにおける出場記録
3. ↑  フットボールリーグトロフィーにおける出場記録
4. ↑  チャンピオンシッププレーオフにおける出場記録

## 代表歴

### 出場大会
- アイルランド代表
  - 2002 FIFAワールドカップ

### 試合数
- 国際Aマッチ 64試合 11得点（1996年-2007年）[66]

| アイルランド代表 | 国際Aマッチ | 国際Aマッチ |
| 年               | 出場        | 得点        |
| ---------------- | ----------- | ----------- |
| 1996             | 7           | 2           |
| 1997             | 9           | 0           |
| 1998             | 2           | 0           |
| 1999             | 3           | 0           |
| 2000             | 5           | 1           |
| 2001             | 10          | 4           |
| 2002             | 11          | 1           |
| 2003             | 7           | 0           |
| 2004             | 2           | 1           |
| 2005             | 5           | 2           |
| 2006             | 2           | 0           |
| 2007             | 1           | 0           |
| 通算             | 64          | 11          |

## 獲得タイトル
クラブ
リーズ・ユナイテッドAFC
- FAユースカップ : 1996-97

レディングFC
- フットボールリーグ・チャンピオンシップ : 2011-12

個人
- PFA年間ベストイレブン
  - プレミアリーグ : 1999-2000
  - フットボールリーグ・チャンピオンシップ : 2010-11, 2011-12
  - フットボールリーグ1 : 2009-10